# 金惠景
金惠景（1966年9月12日—），韓國總統李在明的妻子，韓國第一夫人。

## 生平
金惠景生于一个中产家庭，毕业于淑明女子大学钢琴系，畢業後成為钢琴教师。
1990年，她通过相亲活动认识了李在明。金惠景对李在明的第一印象是“不好看，显老”。而李在明表示自己在五次相亲中的第三次遇到了金惠景，而金惠景让他一见钟情。李在明与金惠景第四次见面时求婚，她不答应，在李在明送金惠景6本日记後金惠景同意結婚。1991年3月，兩人结婚，當時兩人交往了7個月。2006年李在明参选城南市市长时，一度遭到金惠景反對。
2021年8月，時任京畿道知事的李在明宣布参加共同民主黨党内總統初选后，金惠景被指在首尔某餐厅与国会议员的配偶共进晚餐時用京畿道法人信用卡支付餐费。2025年5月12日，法院二审判决金惠景需繳納罚款150万韩元。
2025年6月4日，随着李在明宣誓就任第21届总统，金惠景成为新任第一夫人。

## 电视节目
- 2017年：同床异梦2 - 你是我的命运